# 백자 청화보상당초문 항아리
백자 청화보상당초문 항아리(白磁 靑畵寶相唐草文 壺)는 서울특별시 용산구 삼성미술관 리움에 있는 조선시대의 백자이다.
2006년 1월 17일 대한민국의 보물 제1448호로 지정되었다.

## 개요
이 백자 청화보상당초문 항아리는 구연부가 직립하며 좁아지고 어깨가 넓고 저부가 좁아지다가 넓어져 접지면에 이르는 기형이 조선 전기의 특징을 보여준다. 몸통 전면에 활기차게 그려진 보상당초문 역시 조선전기 청화백자 도안의 특징을 보여주고 있는데, 청화발색은 고르지 않다. 백토는 순결한 백색으로 유층은 빙렬이 없는 담청을 띠는 투명유이다. 당당한 호의 형태와 적절히 포치된 보상당초문의 표현 등이 조선전기 청화백자 연구에 또 다른 학술적 연구의 일면을 제공하기에 충분한 작품이다.

## 같이 보기
- 백자

## 참고 자료
- 백자 청화보상당초문 항아리 - 국가유산청 국가유산포털